# 민스크군

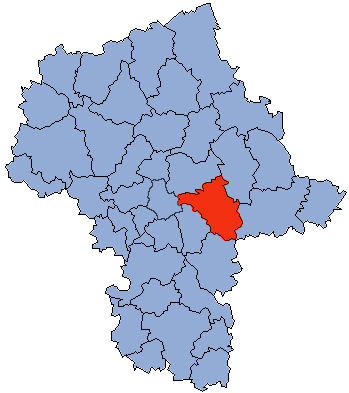
마조프셰주 지도에 표시된 민스크군의 위치

민스크군(폴란드어: powiat grodziski)은 폴란드 마조프셰주에 위치한 군으로 군청 소재지는 민스크마조비에츠키이며 면적은 1,164.35km2, 인구는 150,480명(2019년 기준), 인구 밀도는 130명/km2이다.
북동쪽으로는 벵그루프군, 동쪽으로는 시에들체군, 남쪽으로는 가브롤린군, 서쪽으로는 오트보츠크군, 바르샤바시, 북서쪽으로는 보워민군과 접한다. 13개 지방 자치체(2개 도시, 2개 도시형 농촌, 9개 농촌)를 관할한다.

군기
군 문장